# Samsung Galaxy Fold
O Samsung Galaxy Fold é um smartphone Android dobrável desenvolvido pela Samsung Electronics. Anunciado em 20 de fevereiro de 2019, foi lançado pela primeira vez nos Estados Unidos em 26 de abril de 2019 e na Europa em 3 de maio de 2019, já no Brasil o lançamento ocorreu somente em setembro de 2019.
O dispositivo é capaz de ser dobrado para expor uma tela flexível do tamanho de um tablet de 7,3 polegadas.

## Desenvolvimento
A Samsung revelou um protótipo do Galaxy Fold e de seu "Infinity Flex Display" durante a conferência de desenvolvedores em novembro de 2018, demonstrando as adaptações da distribuição Android da Samsung e o recém-revelado software One UI. O Google afirmou que funcionaria com OEMs no suporte a dispositivos dobráveis no Android.

## Especificações

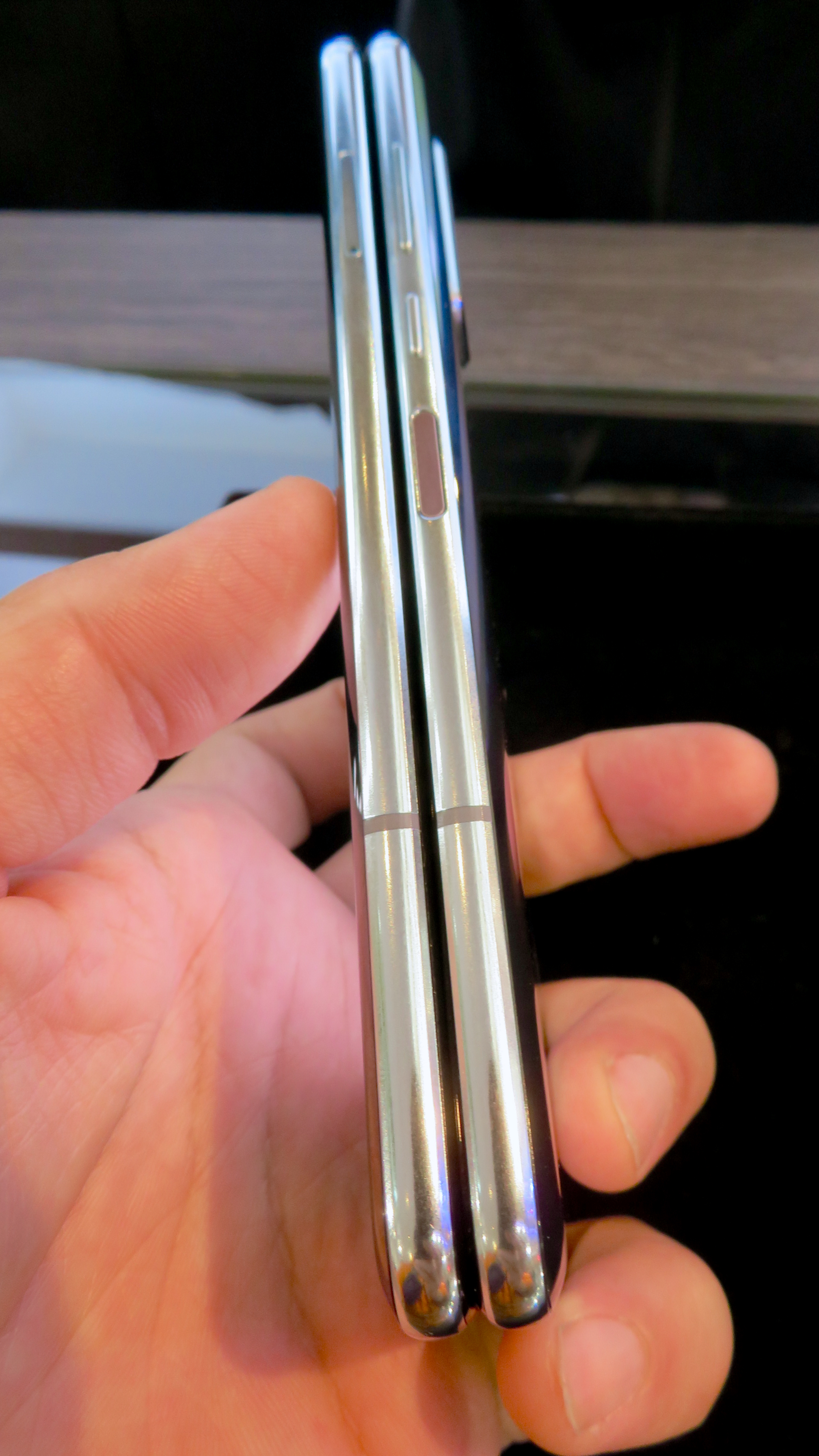
Smartphone dobrável da Samsung, Galaxy Fold.

### Hardware
O Galaxy Fold contém dois monitores; sua tampa frontal contém uma pequena tela de 4,6 polegadas no centro projetada para uso com uma mão, e o dispositivo pode se abrir para expor uma tela de 7,3 polegadas. A Samsung classificou o mecanismo de dobra como suportando até 200.000 utilizações. A tela do tablet contém um grande entalhe no canto superior direito e é revestida com um laminado multicamadas personalizado em vez de vidro. Seu botão liga / desliga contém um leitor de impressões digitais. A Samsung não informou qual sistema-on-chip ele usa no Galaxy Fold, além de ser um CPU "state-of-the-art" com um processo de produção de 7 nanômetros, contém 12 GB de RAM e 512 GB de armazenamento não expansível. O Galaxy Fold será vendido com uma variante 5G.
O dispositivo contém duas baterias divididas entre as duas metades, totalizando uma capacidade de 4380 mAh. O Galaxy Fold contém 6 câmeras, usando os mesmos sensores equipados no Galaxy S10 +, incluindo três lentes de câmera voltadas para trás (12 megapixels, telefoto de 12 megapixels e ultra grande angular de 16 megapixels), bem como uma câmera frontal de 10 megapixels na capa e uma segunda câmera frontal de 10 megapixels, acompanhada por um sensor de profundidade RGB, na tela interna.

### Software
O Galaxy foi lançado com o Android 9.0 "Pie" e o software One UI da Samsung; os aplicativos suportados podem fazer a transição entre layouts orientados por telefone e tablet quando o usuário abrir a tela. O usuário pode executar multitarefa com até três aplicativos diferentes ao mesmo tempo.

## Cobertura da mídia
Lego postou brincando com Galaxy Fold no Twitter, twittando uma imagem de um livro de histórias em pop-ups chamado Lego Fold.

## Smartphones da linha
- Z fold (2019)
- Z fold 2 (2020)
- Z fold 3 (2021)
- Z fold 4 5g (2022)